# Kafr Dan
Kafr Dan (àrab: كفر دان, Kafr Dān) és una vila palestina de la governació de Jenin a Cisjordània, al nord de la vall del Jordà, 8 kilòmetres al nord-oest de Jenin, just a l'est d'Al-Yamun i al nord Burqin. Segons el cens de l'Oficina Central Palestina d'Estadístiques (PCBS) tenia 5.148 habitants en 2007.

## Història
Kafr Qud, con la resta de Palestina, va ser incorporada a l'Imperi Otomà en 1517, i en el cens de 1596 la vila apareix com a Kafradan, situada a la nàhiya de Sara al liwà de Lajjun. Tenia una població de 9 llars, tots musulmans. Pagaven una taxa fixa del 25% sobre els productes agraris, entre ells blat, ordi, cultius d'estiu, oliveres, cabres i ruscs, a més dels ingressos ocasionals; un total de 6.000 akçe.
En 1838 Edward Robinson va assenyalar que entre moltes altres localitats a la plana; Lajjun, Umm al-Fahm, Ti'inik, Silat al-Harithiya, Al-Yamun i el Barid.
En 1870 Victor Guérin va trobar a Kafr Dan «una columna trencada i un cert nombre de pedres tallades d'aparença antiga.» Guérin va estimar que la vila tenia 300 habitants.
En 1882 Kafr Dan fou descrita com una «vila de grandària moderada al vessant dels turons, construïda de pedra, amb oliveres dessota, i un pou,» al Survey of Western Palestine del Fons per a l'Exploració de Palestina. Anomenaren la vila “Kefr Adan”.
En el cens de Palestina de 1922, elaborat pel Mandat Britànic de Palestina, Kufr Dan tenia 486 musulmans, que augmentaren en el  cens de 1931 a 603 musulmans en un total de 135 cases.
En 1945 la població era de 850 musulmans, amb 7.328 dúnams de terra, segons un cens oficial de terra i població. 5 dúnams eren usats per cítrics i bananes, 2,680 per plantacions i terra de rec, 3,799 per cereals, mentre que 34 dúnams eren terra urbanitzable.
Com a conseqüència de la guerra araboisraeliana de 1948, i després dels acords d'armistici araboisraelians de 1949, Kafr Dan van passar a pertànyer a Jordània i després de la Guerra dels Sis Dies de 1967, ha estat sota domini israelià.
En 2007, Marayieh Mohammed, un combatent de les Brigades Al Quds, va morir a la vila a mans de soldats israelians vestits de civils.
En 2009 el consell de la vila de Kafr Dan fou elevat a municipi. L'alcalde, Bilal Mer'i, es va reunir amb el primer ministre Rami Hamdullah per la cerimònia.